# Compute!
Compute! — американский компьютерный журнал, который издавался с 1979 по 1994 год. Он произошёл от PET Gazette, основанного в 1978 году Лен Линдси. Это один из первых журналов для компьютера Commodore PET. В 1980-х годах Compute! писал о всех основных платформах.

## История
Первоначальная цель журнала была в том, чтобы писать и публиковать программы для всех компьютеров с вариантами процессора MOS Technology 6502. Он начал с Commodore PET, Commodore VIC-20, семейства 8-битных Atari, Apple II, и некоторых компьютеров на базе MOS 6502, которые можно было собрать из наборов, таких как Rockwell AIM 65, KIM-1 от MOS Technology и других, от таких компаний, как Ohio Scientific.
В частности, в июне 1988 в издании Compute!'s Gazette (выпуск 60, часть 6, № 6) в качестве текста программы был опубликован исходный код игры Arcade Volleyball.